# Pukao

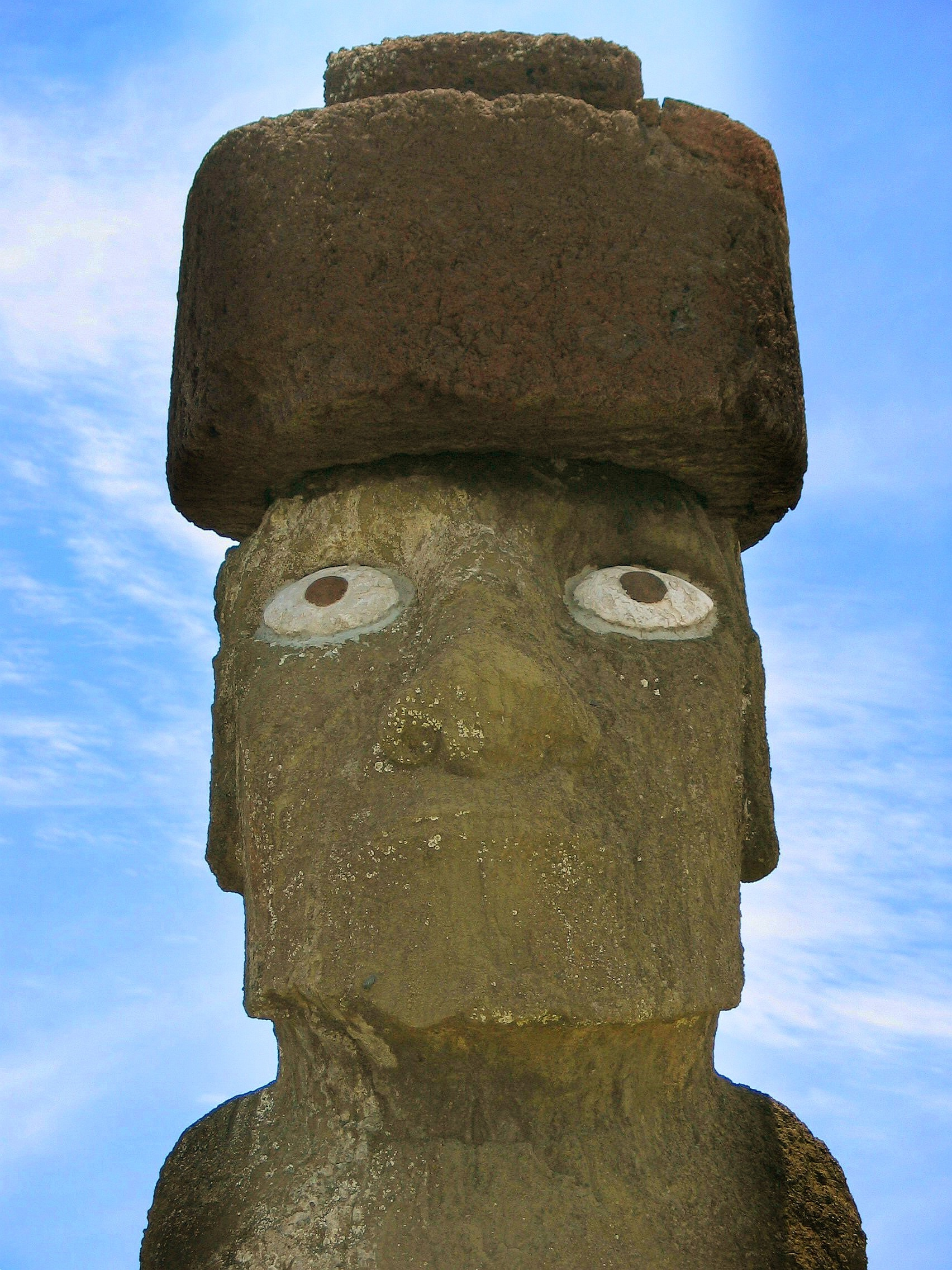
Socha moai na Ahu Ko Te Riku s pukaem

Pukao jsou kamenné ozdoby soch moai na Velikonočním ostrově, nasazované na jejich hlavy. Původní představa, že pukaa představují klobouky, byla posléze nahrazena názorem, že znázorňují vlasový uzel. Byly vytesány z lehké červené vulkanické strusky, nacházející se ve východní části ostrova, v kráteru Puna Pau. Největší z nich mají průměr až dva metry a váží několik tun. Není zcela zřejmé jak byla pukaa na sochy nasazována, ale pravděpodobný názor je, že byla usazována na temeno hlavy až po vztyčení sochy. Každé pukao má na spodní ploše půlkulový zádlab, zajišťující jeho rovnováhu na temeni hlavy sochy.[zdroj?]
S ohledem na malou odolnost materiálu, z něhož jsou vyrobeny, dochovalo se do dnešní doby jen okolo 100 kusů. Nalézají se v okolí ahu (posvátných plošin), na nichž byly sochy moai vztyčeny a posléze z nich i svrženy a také v okolí lomu na Puna Pau, kde se vyráběly. Druhý typ soch moai, nacházející se v okolí kráteru Rano Raraku, pukao neměl.